# Mon homme
«Mon homme» (mi hombre) es una canción francesa de 1920, con letra de André Willemetz y Jacques Charles, y música de Maurice Yvain.

Fue popularizada internacionalmente por Fanny Brice y en España por Sara Montiel.

## Algunas versiones notables
- Mistinguett, 1920.[2]

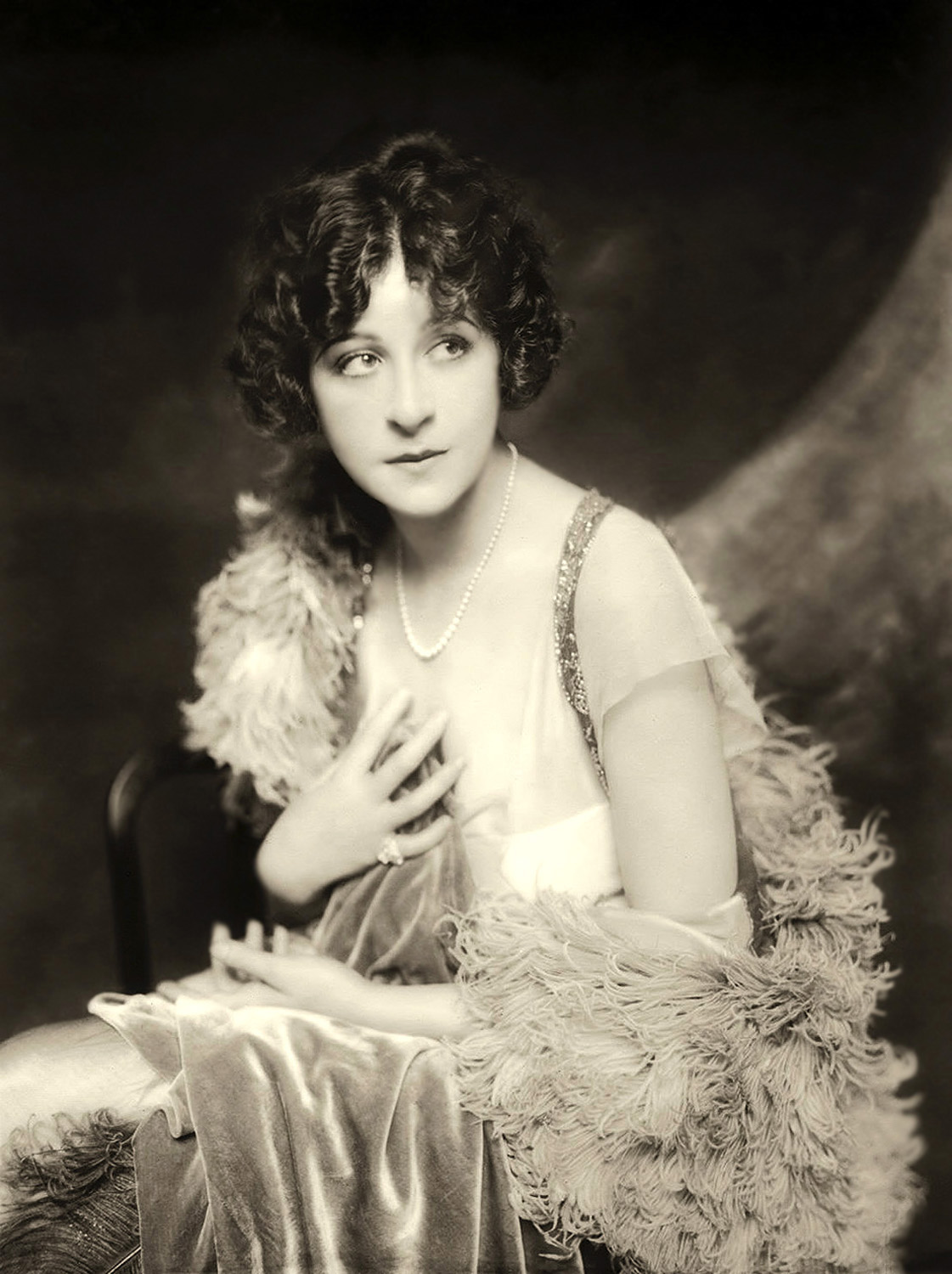
Fanny Brice.

- Fanny Brice (My Man), 1921 (Ziegfeld Follies).
- Billie Holiday (My Man).
- Édith Piaf, 1940.
- Sara Montiel (Es mi hombre), 1958.[3]
- Peggy Lee (My Man), 1959.
- Barbra Streisand (My Man), 1965.
- Diana Ross (My Man), 1970.
- Maruja Garrido (Es mi hombre) ft. Salvador Dalí, 1973.
- Lea Michele (My Man), 2011.
- Regina Spektor (My Man), 2011.